# 2. Nefi

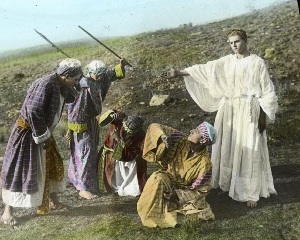
Prorok Nefi a jeho bratr Jákob – spolu se zlovolnými bratry Lamanem a Lemuelem – jsou hlavními aktéry knihy 2. Nefi

2. Nefi je název druhého oddílu v Knize Mormonově, americkém náboženském díle, které roku 1830 vydal Joseph Smith. Její děj se má odehrávat mezi lety 588 př. n. l. – 545 př. n. l. a má být dílem několika starověkých amerických proroků (jako například prorok Nefi a jeho bratr Jákob).

## Vznik a pozadí
2. Nefi je součástí Knihy Mormonovy – náboženské knihy mormonského náboženství, která byla sepsána (přeložena) Josephem Smithem na počátku 19. století. Panují pochyby o to, zda je kniha skutečným historickým dokumentem.

## Autorství
Teorie o autorství většinou balancují mezi tím, zda je autorem knihy Joseph Smith nebo starověcí proroci Nefi a Jákob. Kniha podle badatelů obsahuje jak starověké motivy (jako vnitřní literární systém – chiasmus),
tak novodobé rysy (způsobené buďto moderním překladem nebo moderním
autorstvím). Ve výsledku je otázka autenticity nejistá a pohledy
ovlivněné náboženským pozadím. Největší mormonská církev, CJKSPD, zastává tradiční autorství knihy. Menší mormonská odnož, Kristova komunita, dává zase přednost moderním teoriím o pozdním původu.

### Mormonova redakce
Tradiční postoj o autorství knihy 2. Nefi zastává názor, že text proroka Nefiho a proroka Jákoba byl redigován (zpracován) dějepiscem Mormonem asi ve 3. století n. l.

## Teorie o časovém sledu
Jelikož původní začátek Knihy Mormonovy
byl ztracen (jde o tzv. "116 stránek" Knihy Lehiovy), není zcela jasné,
v jakém časovém sledu byly přeloženy dnešní knihy (části) v Knize
Mormonově. Klasický pohled předpokládá, že Joseph Smith překládal (nebo
vymýšlel) Knihu Mormonovu od 1.Nefiho (první části) až do knihy Moroni (poslední části). Určité množství badatelů a historiků však razí teorii Mosiášova prvenství.

## Forma
2.Nefi obsahuje mnoho rozličných literárních stylů (vyprávění,
podobenství...). Autor knihy píše v „ich formě“ (tedy 1. osobě), stejně jako jeho bratr Jákob, který je údajně autorem kapitol 6–10.

## Zajímavosti
- Kapitola 3 obsahuje jakýsi "apokryfní text" biblického Josefa egyptského, včetně jeho proroctví, které v Bibli nenajdeme
- Kapitola 4 obsahuje pasáž, která se nazývá "Nefiho žalm" (viz literární styly Knihy Mormonovy)
- Kapitoly 7-8 a 12-24 jsou téměř přesným přepisem kapitol z biblické Knihy Izajáš. Jde přitom nejen o kapitoly tzv. proto-izjáše, ale také tzv. deuteroizajáše, což znamená, že Kniha Mormonova ze své podstaty nesouhlasí s pozdním autorstvím některých kapitol Izajáše. Konkrétně jsou citovány kapitoly 50–51 a kapitoly 2–14. Text se od biblické verze odlišuje jen v několika málo detailech, které jsou předmětem bádání.
- Kapitola 10, pocházející podle textu z let 559–545 př. n. l., prorokuje o ukřižování Mesiáše rukou židů. V porovnání s Biblí jde o velice přesný popis událostí – na rozdíl od symbolických pasáží, roztroušených ve Starém zákoně. Kapitola 25 dokonce stanovuje přibližnou dobu, kdy k zavraždění Mesiáše dojde.
- Kapitola 27 obsahuje údajné starověké proroctví o objevení Knihy Mormonovy, k němuž podle mormonské víry došlo v 19. století.
- Kapitol 28 hovoří o budování falešných církví v moderní době a kapitola 29 výslovně zmiňuje Bibli jako knihu, kterou budou uznávat křesťané. Tato pasáž vyvolal mezi některými badateli vlnu kritiky, jelikož Bible byla složena až několik století po vzniku těchto kapitol. Mormonští apologeti však upozorňují, že slovo "Bible" není jménem, ale pouhým překladem řeckého slova „svitek“, nebo v tomto kontextu „kniha“.
- Podle textu kapitoly 29 existuje na světě mnoho svatých knih, jako jsou knihy, obsažené v Bibli. Tradiční autor této knihy, Nefi, argumentuje, že Bůh hovoří své slovo ke všem národům po celém světě. Kniha Mormonova tak částečně přiznává Boží původ mnoha náboženských tradic světa.
- Kapitola 31 hovoří o obřadu křtu, což vyvolává dohady ohledně existenci a známosti očišťovacích rituálů ve starověkém judaismu.